# Cantone di Muisne
Il cantone di Muisne è un cantone dell'Ecuador che si trova nella provincia di Esmeraldas.
Il capoluogo del cantone è Muisne.